# Энгельгардт, Анна Николаевна (жена Гумилёва)
А́нна Никола́евна Гумилёва (в девичестве — Энгельга́рдт; 1894/1895, Санкт-Петербург, Российская империя — апрель 1942, Ленинград, РСФСР, СССР) — русская поэтесса из дворянской семьи Энгельгардт, вторая жена поэта Николая Гумилёва.

## Происхождение
Анна Энгельгардт была потомственной дворянкой и происходила из известного рода. Её отцом являлся историк литературы, прозаик и поэт Н. А. Энгельгардт (1866—1942), матерью — уроженка Иваново-Вознесенска Лариса Михайловна Гарелина (в первом браке — Бальмонт; 1864—1942), дочь шуйского фабриканта, «красивая барышня боттичеллиевского типа». У Анны Николаевны были также родной брат (1902—1978), ставший впоследствии театральным актёром, заслуженным артистом Грузинской ССР, и сводный (1891—1926) — от предыдущего брака её матери. 

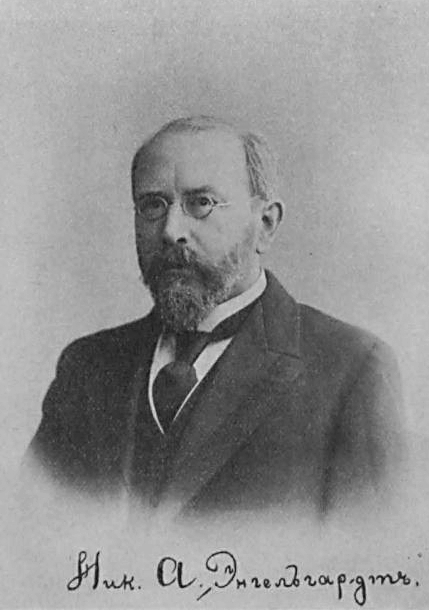
Н. А. Энгельгардт, 1914

Семья Энгельгардтов жила в шестикомнатной квартире № 14 на последнем этаже четырёхэтажного углового дома № 18 в Эртелевом переулке (ныне — ул. Чехова), построенном архитектором П. И. Балинским в стиле эклектики.

## Биография
Анна Энгельгардт родилась в 1894 или 1895 году. Известно, что она обучалась в частной гимназии Лохвицкой-Скалон в Санкт-Петербурге. Затем окончила курсы сестёр милосердия и работала в военном госпитале. Общалась с молодыми поэтами и литераторами. Посещала литературно-художественное кабаре «Бродячая собака» и «Привал комедиантов». Дружила с Лилей Брик, особенно ничем не увлекалась, зато от отца-историка унаследовала страсть к чтению. Читала запоем, много и охотно, особенно стихи современных поэтов. Её брат Александр вспоминал: 
«Она была страшно нервна, она во всём переоценивала себя, не способна была к настоящему труду…» 
Весной 1916 года литературный критик Виктор Жирмунский познакомил Анну с поэтом Н. Гумилёвым. Николай писал Анне Энгельгардт с фронта, посвящал стихи, пылко ухаживал. В августе 1918 года она стала его женой вскоре после развода Гумилёва с Ахматовой, став, таким образом, «Анной Второй». В апреле 1919 года родила от него дочь Елену. По настоянию мужа Гумилёва-Энгельгардт согласилась уехать с дочерью к его матери, Анне Ивановне, в Бежецк: в Петрограде было голодно. Поначалу Анне Николаевне нравилось жить в провинции. Впрочем, по прошествии нескольких месяцев молодая жена заскучала по шумной столичной жизни, по мужу. Гумилёв сначала регулярно ей писал, присылал денег, умолял, чтобы она ни в чём не отказывала себе и дочке, часто приезжал. Она не уставала в письмах и при встречах повторять, что деревенская жизнь — не для неё, что хочет вернуться назад. Николай Степанович приезжал в Бежецк раз в два месяца, позже — реже. Постепенно отношения между супругами испортились.

Ей посвящён стихотворный сборник Гумилёва «Огненный столп», а также сборник «Романтические цветы»: 
«Ане. „Девушка, твои так нежны щеки“. 4 августа 1918. Н. Гумилёв». 
Гумилёва часто ставили в тупик её суждения, и он просил жену молчать — «так ты гораздо красивее». Она «не только по внешности, но и по развитию казалась четырнадцатилетней девочкой». В романе К. Вагинова «Козлиная песнь» Анна Николаевна выведена под именем Екатерины Ивановны, вдовы путешественника Заэвфратского. В литературном кругу слыла начинающей писательницей. По воспоминаниям Д. Е. Максимова, читала в компаниях свои стихи: «они были „культурны“, поэтически грамотны, но вялы и анемичны».

В 1921 году, незадолго до своей гибели, Николай Гумилёв надписал на своём сборнике «Шатёр»: 
Об Анне, пленительной, сладостной Анне
Я долгие ночи мечтаю без сна.

Прелестных прелестней, желанных желанней Она!..
После расстрела мужа в конце августа 1921 года Анна Николаевна с дочерью Леной вернулась в Петроград к родителям, пыталась найти своё место в новой жизни. По-прежнему тянулась к литературно-артистической среде. Способствовала сохранению архива бывшего мужа.
Дочь Елена по окончании школы работала на почте, чуть позже — счетоводом в совхозе 2-го Медицинского института. Анна Николаевна занималась в студии Вербовой, мечтала о театре. Была одним из основателей (май 1931 года) и работала кукловодом в театре «Синяя Ширма», но театр реорганизовали, и она лишилась работы. Неудачной оказалась также попытка семейной жизни с математиком Серафимом Николаевичем Недробовым (ум. после 1936), от которого у Гумилёвой в 1936 или 1937 году родилась дочь Галина (ум. 2012).
Во время блокады Ленинграда в 1942 году Анна Гумилёва лишилась из-за дочери продовольственных карточек. Вскоре её родители, она сама и дочь Елена погибли от голода. Согласно Михаилу Антонову, «Анна Вторая» умирала последней и стала добычей крыс.

## Семья
Дед — Александр Николаевич Энгельгардт (21 июля [2 августа] 1832, Климово, Бельский уезд, Смоленская губерния — 21 января [2 февраля] 1893, Батищево, Дорогобужский уезд, Смоленская губерния), русский публицист-народник, агрохимик и педагог. Бабушка — Анна Николаевна Энгельгардт (1835/38, Александровка, Нерехтский уезд, Костромская губерния — 12 [25] июня 1903, Санкт-Петербург), переводчица и лексикограф, составительница «Полного немецко-русского словаря» (1885).
Муж — Николай Гумилёв (3 [15] апреля 1886, Кронштадт — 26 августа 1921, Петроград), поэт Серебряного века, основатель акмеизма, офицер.
Дочь — Елена (14 апреля 1919, Петроград — 25 июня 1942, Ленинград), работница местного почтамта, позже — счетовод совхоза 2-го Ленинградского института. Скончалась в больнице им. Мечникова.
Гражданский муж — Серафим Николаевич Недробов (ум. после 1936), математик-педагог, сосед по коммунальной квартире.
Дочь — Галина Серафимовна Недробова (в замуж. — Мажарова; 1936/37—2012). Во время блокады Ленинграда её эвакуировали из города. После Великой Отечественной войны жила в Челябинске, работала в библиотеке. В браке у неё родились сын Юрий и дочь Елена.